# Cahiers du cinéma
Cahiers du cinéma („Kino-Hefte“) ist eine französische Filmzeitschrift, die seit April 1951 monatlich erscheint und ihren Geschäftssitz in Paris hat. Erste Chefredakteure waren André Bazin und Jacques Doniol-Valcroze. Viele der jungen Autoren des Magazins wurden später zu Regisseuren der Nouvelle Vague („Neue Welle“), auch daher besitzt das Filmmagazin bis heute großes Ansehen.

## Vorgeschichte
Die Vorgeschichte der Cahiers beginnt bereits Ende der 1920er Jahre mit Jean-Georges Auriol und Denise Tual, die 1928 die Zeitschrift La Revue du Cinéma gründen, welche schon 1929 nach 31 Ausgaben wieder eingestellt wird und von 1946 bis 1949 noch einmal von den beiden herausgegeben wird. In dieser Zeitschrift wird besonders in den Jahren nach dem Krieg der Versuch unternommen, ein filmkritisches Schreiben zu erproben, welches Kino nicht nur als kommerzielle Massenveranstaltung begreift, sondern die spezifischen Regeln der kinematographischen Kunst begreifen will. Besonders die Auseinandersetzung mit Avantgarde-Filmen steht hier im Mittelpunkt. Ein zweiter Aspekt der Vorgeschichte besteht in der Gründung des ciné-club Objectif 49 unter Beteiligung von Jean Cocteau, Robert Bresson und Alexandre Astruc, der in Paris sowohl Avantgarde-Filme zeigt und diskutiert als auch amerikanische Filme von Orson Welles, John Ford und anderen. 1949 richtet der Club in Biarritz zum ersten Mal das „Festival du film maudit“ aus, auf dem Filme gezeigt werden, die von Publikum und Kritik bis dahin abgelehnt wurden und die demnach auf den großen Festivals, wie etwa in Cannes, nicht zu sehen waren. Deutlich wird hier die Kritik gegen ein zu traditionell gewordenes Kino bereits formuliert. Nachdem Jean-Georges Auriol 1950 bei einem Autounfall ums Leben kam, versuchten André Bazin und Jacques Doniol-Valcroze gemeinsam eine neue Zeitschrift in seinem Gedenken zu gründen: die Cahiers du Cinéma erscheinen zum ersten Mal im April 1951.

## Die 1950er Jahre
In den 1950er Jahren gehörten die späteren Filmregisseure der Nouvelle Vague zur Redaktion der Cahiers: François Truffaut, Claude Chabrol, Éric Rohmer, Jacques Rivette und Jean-Luc Godard.
Sie entwickelten das Konzept der Politique des auteurs, die im Deutschen oft etwas missverständlich als Autorentheorie bezeichnet wird.
Sie postuliert, dass der wahre Autor eines Films der Regisseur ist und nicht etwa der Drehbuchautor, die Stars oder das gesamte Filmteam.
Die oft als „jeunes Turcs“ (Jungtürken) bezeichneten Kritiker setzten sich besonders für die damals unter Intellektuellen eher scheel angesehenen Hollywoodfilme und für Filme des italienischen Neorealismus ein.
Während der deutschen Besetzung (1940–1944) waren überhaupt keine amerikanischen Filme in Frankreich zu sehen gewesen. Deshalb bekamen die Franzosen ab 1944 praktisch die gesamte Kriegsproduktion der amerikanischen Filmindustrie zu sehen und konnten plötzlich vergleichen mit den Filmen, die während der Kriegsjahre zu sehen waren.
Bekämpft wurde vor allem die „Tradition de la qualité“ des französischen Kinos, wie z. B. die Filme von Claude Autant-Lara oder Jean Delannoy. Diese Filme waren meist blutleere Studioproduktionen, die oft Verfilmungen von bekannten literarischen Werken waren. Hohe Wellen schlug der Artikel Eine gewisse Tendenz im französischen Film (Une certaine tendance du cinéma français) von François Truffaut, veröffentlicht in Nr. 31 im Januar 1954. Truffaut setzte sich hier vor allem mit der Adaption literarischer Werke durch das Drehbuchautorenteam Jean Aurenche und Pierre Bost auseinander. Truffaut legte detailliert dar, wie das Autorenteam den Geist der Vorlage systematisch verfälschte und das Drehbuch nach Belieben mit blasphemischen und sexuellen Versatzstücken würzte, um eine billige Provokation zu erreichen.
Die Cahiers-Kritiker waren die ersten, die systematisch längere Interviews mit von ihnen besonders geschätzten Regisseuren führten, wie z. B. Howard Hawks, Alfred Hitchcock, Jean Renoir, Roberto Rossellini und Orson Welles. Dies wurde erst durch die Markteinführung tragbarer Tonbandgeräte möglich. Diese Interviews werden auch heute noch immer wieder veröffentlicht.
Immer wieder stürzte man sich mit Wonne in Scharmützel mit den Kollegen von Positif, die einen wesentlich politischeren Kurs steuerten.
Ende der 1950er Jahre hatten die jeunes turcs endlich die Gelegenheit, selber Filme zu machen. Lediglich Rivette und Rohmer, der seit 1957 Chefredakteur war, waren der Zeitschrift noch als Mitarbeiter verbunden. Anfang der 1960er Jahre erwies es sich zunehmend als schwierig, die Zeitschrift von der Nouvelle Vague zu emanzipieren. Während Rohmer ein klassisches Kino propagierte und unabhängig von der Nouvelle Vague sein wollte, vertrat Rivette den Standpunkt, man müsse der etwas flügellahm gewordenen Nouvelle Vague publizistische Rückendeckung geben.

## Die 1960er und 1970er Jahre
Der Streit eskalierte im Juni 1963, als beide Gruppen jeweils separat die nächste Ausgabe der Cahiers konzipierten. Rivette setzt sich durch (Nr. 145, Juli 1963) und ist von nun an inoffizieller Chefredakteur der Zeitschrift. Die Seitenzahl wird erhöht und der Blick weitet sich auf benachbarte Gebiete, wie Musik, Philosophie und Soziologie, was sich u. a. in Interviews mit Roland Barthes oder Pierre Boulez manifestiert. Ganz im Einklang mit dem Zeitgeist politisieren sich auch die Cahiers immer mehr.
Ende der 1960er Jahre wird der Ton immer esoterischer, mit marxistischem, soziologischem und strukturalistischem Vokabular durchsetzt. Es gibt nur noch Texte, keine Bilder mehr. Die Maoisten haben sich in der Redaktion durchgesetzt. Die Leserschaft wurde immer mehr durch einen nur noch einem kleinen Zirkel verständlichen Jargon vergrault. Dennoch schaffen es die Cahiers, das Leitmedium der wissenschaftlichen Filmdiskussion zu bleiben. Es finden sich grundlegende Texte wie Jean-Pierre Oudarts La suture. Die Auflage sinkt drastisch und die Erscheinungsweise wird immer sporadischer. Nur durch ein finanzielles Engagement von Truffaut, der immer noch Anteile hält, wird die Einstellung der Zeitschrift verhindert.
Erst Ende der 1970er Jahre wird wieder ein breiteres Publikum angesprochen, doch die Zeit der großen, maßgeblichen Debatten ist unwiderruflich vorbei. Das Interesse gilt besonders dem französischen Film. Immer wieder gibt es große Dossiers über die inzwischen kanonisierten Klassiker der Filmgeschichte und lange Interviews. Aber auch entferntere Filmländer wie Hongkong, Indien oder die Volksrepublik China sind oft Thema von Dossiers oder Sonderheften.

## 1980er Jahre bis heute
Seit Anfang der 1980er Jahre gibt es einen eigenen Verlag für Filmbücher, in dem schon weit über hundert Titel erschienen sind.
Auch im 21. Jahrhundert gibt es immer wieder existentielle Krisen, zuletzt 2003, als die Cahiers vom neuen Eigentümer, der Zeitung Le Monde, beinahe abgewickelt wurden. Chefredakteur war von September 2003 bis 2009 Jean-Michel Frodon, der von Le Monde kam. Dieser Wechsel ließ viele daran zweifeln, ob die Zeitschrift noch ihr altes Niveau beibehalten könne. 2009 wurde Frodon von Stéphane Delorme abgelöst und im Mai 2020 – nach einem neuerlichen Eigentümerwechsel – Delorme von Marcos Uzal.
Die Cahiers sind nach wie vor der Anlaufpunkt für Filmregisseure aus aller Welt.
Mit über 70 Jahren haben sie für eine Filmzeitschrift ein ungewöhnliches Alter erreicht. Nur wenige Filmzeitschriften wie die britische Sight & Sound oder der deutsche film-dienst erscheinen noch länger.
Die mit großen Ambitionen und eigens für das Web geschriebenen Artikeln gestartete Website der Cahiers enthielt nach einer längeren (vermutlich finanziell begründeten) Downtime lange Zeit nur noch das Inhaltsverzeichnis der aktuellen Ausgabe. Seit Juni 2005 präsentiert sich die Seite nach einem Relaunch wieder etwas informativer. Es wurden auch einige Artikel aus alten Ausgaben online gestellt. Seit März 2007 erscheint die Zeitschrift simultan auch auf Englisch (wie auch schon mal eine kurze Zeit in den 1960er Jahren).
Im Jahre 2008 veröffentlichten die Cahiers du Cinema eine Liste der – ihrer Meinung nach – 100 besten Filme aller Zeiten. Die ersten Positionen waren Citizen Kane (Platz 1), Die Nacht des Jägers (Platz 2), Die Spielregel (Platz 3), Sonnenaufgang – Lied von zwei Menschen (Platz 4), Atalante (Platz 5), M – Eine Stadt sucht einen Mörder (Platz 6), Du sollst mein Glücksstern sein (Platz 7), Vertigo – Aus dem Reich der Toten (Platz 8), Kinder des Olymp (Platz 9) und Der Schwarze Falke (Platz 10).